# Joan Castellar i de Borja
Joan Castellar i de Borja, el cardenal de Murriali (València, finals de 1441 - València, 1 de gener de 1505) va ser un cardenal valencià de començaments del segle XVI
Estava emparentat amb la família Borja i era cosí del cardenal Joan de Borja-Llançol de Romaní i Navarro d'Alpicat, el gran (1496).

## Biografia
Juan Castellar és canonge a Sevilla, Nàpols, Toledo i Burgos i és protonotari apostòlic. És elegit arquebisbe de Trani l'any 1493 i és nomenat governador de Perusa.
El papa Alexandre VI el fa Cardenal en el Consistori papal del 31 de maig de 1503. La seva creació és publicada el 2 de juny de 1503. El cardenal Castellar és transferit a l'arxidiòcesi de Murriali l'any 1503.
El cardenal de Murriali participa en els dos conclaves de 1503 (elecció de Pius III i de Juli II). És abat comandatari de l'abadia de Nonantola després de l'elecció de Juli II.